# Las Tunas, Colima
Las Tunas är en ort i Mexiko.   Den ligger i kommunen Colima och delstaten Colima, i den södra delen av landet, 500 km väster om huvudstaden Mexico City. Las Tunas ligger 111 meter över havet och antalet invånare är 236.
Terrängen runt Las Tunas är bergig österut, men västerut är den kuperad. Las Tunas ligger nere i en dal. Runt Las Tunas är det glesbefolkat, med 20 invånare per kvadratkilometer. Närmaste större samhälle är Colonia Veinte de Noviembre, 17,8 km sydväst om Las Tunas. I omgivningarna runt Las Tunas växer huvudsakligen savannskog.